# Eric Richard
Eric Richard, nome artístico de Eric Smith (Margate, 27 de junho de 1940), é um ator inglês.
Após experiências no teatro, estreou na televisão no seriado The Wednesday Play em 1964 e somente em 1981 estreou no cinema, no filme Omen III: The Final Conflict. Por quase duas décadas (1984-2001, fixo, depois de 2001, apareceu em episódios esporádicos), trabalhou na série policial da ITV, The Bill, no papel do sargento Bob Cryer, ficando muito conhecido no Reino Unido.
Também trabalhou em, Made in Britain, Holby City, Top Gear, London Boulevard, Stutterer, Dunkirk, entre outras produções de cinema e TV, além de nunca ter abandonado o teatro.
No Sismo e tsunami do Oceano Índico de 2004, seu neto Charlie Smith foi uma das vítimas quando passava férias no Sri Lanka.